# Магнитен монопол
Във физиката на елементарните частици, магнитен монопол е хипотетична елементарна частица, която е изолиран магнит с един-единствен магнитен полюс (северен полюс без южен или обратно). Магнитен монопол би имал чист „магнитен заряд“. Съвременният интерес към идеята произлиза от теориите на частиците, в частност теорията на великото обединение и теорията на суперструните, които предполагат съществуването на магнитни монополи.
Магнетизмът в даден магнит или електромагнит не се причинява от магнитни монополи и наистина все още не съществуват експериментални доказателства за съществуването на магнитни монополи. Някои системи кондензирана материя на практика съдържат (неизолирани) квазичастици на магнитни монополи или съдържат явления, които математически са аналогични на магнитни монополи.